# Буков (Арджеш)
Буков (рум. Bucov) — село у повіті Арджеш в Румунії. Входить до складу комуни Рика.
Село розташоване на відстані 84 км на захід від Бухареста, 48 км на південь від Пітешть, 98 км на схід від Крайови, 142 км на південь від Брашова.

## Населення
За даними перепису населення 2002 року у селі проживала 371 особа, усі — румуни. Усі жителі села рідною мовою назвали румунську.